# Varun Dhawan
Varun Dhawan (Bombay, 24 april 1987) is een Indiaas acteur.

## Biografie
Dhawan startte zijn filmcarrière als assistent regie van Karan Johar voor de dramafilm My Name Is Khan (2010). Als acteur debuteerde hij in 2012 in de romantische komedie Student of the Year. In 2018 kreeg hij als jongste Bollywood acteur een eigen wassenbeeld in het Madame Tussauds. Ook staat hij sinds 2014 in de Forbes India top-100, met een nummer 15 notering in 2018, als een van de best betaalde acteurs.

## Privéleven
Varun Dhawan is de zoon van regisseur David Dhawan. Zijn oudere broer Rohit Dhawan is eveneens een film regisseur, en hij is het neefje van acteur Anil Dhawan. Op 24 januari 2021 stapte Dhawan in het huwelijksbootje met Natasha Dalal, met wie hij al tien jaar een relatie had. Het stel verwelkomde op 3 juni 2024 een dochter.

## Filmografie

### Films
| Jaar | Titel                           | Rol                                  | Notitie                       |
| ---- | ------------------------------- | ------------------------------------ | ----------------------------- |
| 2010 | My Name Is Khan                 |                                      | assistent regisseur           |
| 2012 | Student Of The Year             | Rohan Nanda                          |                               |
| 2014 | Main Tera Hero                  | Sreenath Prasad                      |                               |
| 2014 | Humpty Sharma Ki Dulhania       | Rakesh Sharma                        |                               |
| 2015 | Badlapur                        | Raghav Purohit                       |                               |
| 2015 | ABCD 2                          | Suresh Mukund                        |                               |
| 2015 | Dilwale                         | Veer Bakshi                          |                               |
| 2016 | Dishoom                         | Junaid Ansari                        |                               |
| 2017 | Badrinath Ki Dulhania           | Badrinath Bansal                     |                               |
| 2017 | Judwaa 2                        | Raja en Prem Malhotra                |                               |
| 2018 | October                         | Danish Walia                         |                               |
| 2018 | Nawabzaade                      |                                      | nummer "High Rated Gabru"     |
| 2018 | Sui Dhaaga                      | Mauji Sharma                         |                               |
| 2019 | Kalank                          | Zafar Chaudhary                      |                               |
| 2020 | Street Dancer 3D                | Sahej Singh Narula                   |                               |
| 2020 | Coolie No.1                     | Raju Coolie/ Kunwar Raj Pratap Singh |                               |
| 2021 | Antim: The Final Truth          |                                      | nummer "Vighnaharta"          |
| 2022 | Jugjugg Jeeyo                   | Kuldeep Saini                        |                               |
| 2022 | Bhediya                         | Bhaskar Sharma                       |                               |
| 2023 | Bawaal                          | Ajay Dixit                           | Amazon Prime Video film       |
| 2023 | Rocky Aur Rani Kii Prem Kahaani |                                      | cameo in nummer "Heart Throb" |
| 2024 | Munjya                          | Bhaskar Sharma                       | cameo                         |
| 2024 | Stree 2                         | Bhaskar Sharma                       | gastoptreden                  |
| 2024 | Baby John                       | Satya Verma/ John D'Silva            |                               |

### Webseries
| Jaar | Serie                | Rol          | Platform           | Opmerking                     |
| ---- | -------------------- | ------------ | ------------------ | ----------------------------- |
| 2023 | Citadel              | Rahi Gambhir | Amazon Prime Video | Amerikaanse serie, stemacteur |
| 2024 | Citadel: Honey Bunny | Rahi Gambhir | Amazon Prime Video |                               |

## Discografie
| Jaar | Nummer            | Album                     |
| ---- | ----------------- | ------------------------- |
| 2014 | Lucky Tu Lucky Me | Humpty Sharma Ki Dulhania |
| 2015 | Happy Birthday    | ABCD 2                    |

- Gemeinsame Normdatei: 1091596255
- International Standard Name Identifier: 0000 0004 5540 5785
- Library of Congress Control Number: no2016007911
- MusicBrainz: 88cc4686-8a74-4bbb-8b3b-c6779e31599a
- Virtual International Authority File: 236145542841196642394
- WorldCat: E39PBJpDTj476Qd7r7DT6tgR8C